# Коле Комаре (Рим)
Коле Комаре је насеље у Италији у округу Рим, региону Лацио.
Према процени из 2011. у насељу је живело 45 становника. Насеље се налази на надморској висини од 250 м.